# Euploea spartacus
Euploea spartacus är en fjärilsart som beskrevs av William Henry Miskin 1890. Euploea spartacus ingår i släktet Euploea och familjen praktfjärilar. Inga underarter finns listade i Catalogue of Life.